# Eric de Pablos
Eric de Pablos Solà (Andorra la Vieja, Andorra, 8 de marzo de 1999) es un futbolista andorrano. Juega de defensa y su equipo es el F. C. Pas de la Casa de la Primera División de Andorra.

## Selección nacional
Es internacional absoluto por la selección de Andorra desde 2021. Debutó el 3 de junio en un amistoso contra Irlanda que terminó en derrota por 4-0.

## Clubes
| Club                 | País    | Año       |
| -------------------- | ------- | --------- |
| F. C. Andorra        | España  | 2018-2019 |
| F. C. Ordino         | Andorra | 2019      |
| U. E. Santa Coloma   | Andorra | 2019-2020 |
| F. C. Santa Coloma   | Andorra | 2020-2021 |
| U. E. Santa Coloma   | Andorra | 2021-2024 |
| F. C. Pas de la Casa | Andorra | 2024-     |